# Аррою-дус-Ратус
Аррою-дус-Ратус (порт. Arroio dos Ratos) — муниципалитет в Бразилии, входит в штат Риу-Гранди-ду-Сул. Составная часть мезорегиона Агломерация Порту-Алегри. Входит в экономико-статистический микрорегион Сан-Жерониму. Население составляет 13 656 человек на 2007 год. Занимает площадь 425,938 км². Плотность населения — 33,9 чел./км².

## История
Город основан 28 декабря 1964 года.

## Статистика
- Валовой внутренний продукт на 2003 год составляет 66 559 744,00 реала (данные: Бразильский институт географии и статистики).
- Валовой внутренний продукт на душу населения на 2003 год составляет 4774,73 реала (данные: Бразильский институт географии и статистики).
- Индекс развития человеческого потенциала на 2000 год составляет 0,773 (данные: Программа развития ООН).